# 哈薩克王公
哈薩克王公是清代及民國年間在今新疆的哈薩克地區所冊封的王公。清朝在乾隆年间平定准噶尔后，不断有哈萨克人进入卡伦附近游牧，为了控驭哈萨克头目，清廷便册封哈萨克汗、王、公、台吉爵位，同时并没有像对待藩部王公一样封授其具体的官职。虽然清朝称之为台吉，但受赐品级的头人依旧使用苏丹、比之类的哈萨克头衔，这种“有爵无职”的情况持续到清末。直到民国初年，新疆省政府才比照回部王公对境内的哈萨克头人进行授职。

## 哈薩克王公[2]
- 阿爾泰哈薩克郡王愛林，民國6年由貝子晉封，1961年2月24日病逝[3]。
- 阿爾泰哈薩克貝子邁敉，民國6年封貝子，民國10年其子寒大庇雅降等承襲鎮國公。其後有布哈特（民國22-民國33）、葉金（民國33-民國38）先後襲職。
- 阿爾泰哈薩克貝子扎克爾雅（扎卡利亚·乌斯曼），清末为辅国公、镇国公，于民国初年晋封贝子，民國11年其長子薩阿敦拉（萨和多拉·扎卡利亚）降等承襲鎮國公[4]，民國35年其子黑巴太（黑巴太·萨和多拉）承襲，1998年10月逝世[5]。[6]
- 阿爾泰哈薩克鎮國公姜納伯克，民國9年病故，其子沙塔爾汗降襲輔國公。
- 阿爾泰哈薩克輔國公額莫爾太，後其孫阿布里馬金承襲[7]。
- 伊犁哈薩克黑宰部落輔國公，民國時有阿喇巴特、阿布勒堪承襲。